# Hafiz Umar Ibrahim
Hafiz Umar Ibrahim (Kano, 20 dicembre 2005) è un calciatore nigeriano, attaccante dello Stade Reims.

## Carriera
Inizia a giocare a calcio in Nigeria nelle giovanili dell'Ojodu City, con la quale nel febbraio del  partecipa al Torneo di Viareggio, che conclude come capocannoniere dopo aver aiutato la propria squadra a raggiungere le semifinali della manifestazione.
Il 31 agosto 2024 viene acquistato dallo Stade Reims che lo aggrega alla propria seconda squadra in quinta divisione. Autore di 9 reti in altrettanti match nella prima parte di campionato, il 22 dicembre debutta in prima squadra nell'incontro di Coppa di Francia vinto 3-1 contro il Mutzig, e da quel momento continua a giocare principalmente con la prima squadra, militante nella prima divisione francese.

## Statistiche

### Presenze e reti nei club
Statistiche aggiornate al 30 maggio 2025.
| Stagione        | Squadra         | Campionato      | Campionato | Campionato | Coppe nazionali | Coppe nazionali | Coppe nazionali | Coppe continentali | Coppe continentali | Coppe continentali | Altre coppe | Altre coppe | Altre coppe | Totale | Totale | Totale |
| Stagione        | Squadra         | Comp            | Pres       | Reti       | Comp            | Pres            | Reti            | Comp               | Pres               | Reti               | Comp        | Pres        | Reti        | Pres   | Reti   |        |
| --------------- | --------------- | --------------- | ---------- | ---------- | --------------- | --------------- | --------------- | ------------------ | ------------------ | ------------------ | ----------- | ----------- | ----------- | ------ | ------ | ------ |
| ago.-dec.2024   | Stade Reims 2   | N3              | 9          | 9          | -               | -               | -               | -                  | -                  | -                  | -           | -           | -           | 9      | 9      |        |
| 2024-2025       | Stade Reims     | L1              | 11         | 0          | CF              | 1               | 0               | -                  | -                  | -                  | -           | -           | -           | 12     | 0      |        |
| Totale carriera | Totale carriera | Totale carriera | 20         | 9          |                 | 1               | 0               |                    | -                  | -                  |             | -           | -           | 21     | 9      |        |

## Palmarès

### Individuale
- Capocannoniere del Torneo di Viareggio: 1

2024 (10 reti)